# 王子製紙米子硬式野球部
王子製紙米子硬式野球部（おうじせいしよなごこうしきやきゅうぶ）は、鳥取県米子市に本拠地を置き、日本野球連盟に加盟していた社会人野球の企業チームである。

## 概要
1983年、王子製紙米子工場で『王子製紙米子硬式野球部』として創部。
1998年9月、目標としていた都市対抗野球大会出場を果たすことは出来ないまま廃部となった。所属選手の一部は軟式野球部に移籍して活動した。

## 主な出身プロ野球選手
- 嶋田哲也（投手） - 1990年ドラフト5位で阪神タイガースに入団
- 玉峰伸典（投手） - 廃部に伴い王子製紙春日井に移籍し、1998年ドラフト6位で読売ジャイアンツに入団